# 肛门清洁
肛门卫生又称肛门清洁、擦屁股、洗屁股，是指人们在排便後以及洗澡時清洗肛門，並保持肛門卫生。由於社会禁忌的緣故，學術圈很少讨论排便后的肛門清洁措施。排便后的清洁措施包括用水冲洗肛门和臀部，或者用干燥的卫生纸、草紙擦拭肛門，將糞便抹去。人們在用水清洗肛門時一般要用手親自擦拭肛門。而有些坐便器也可以用加压的水沖洗肛門。

## 历史

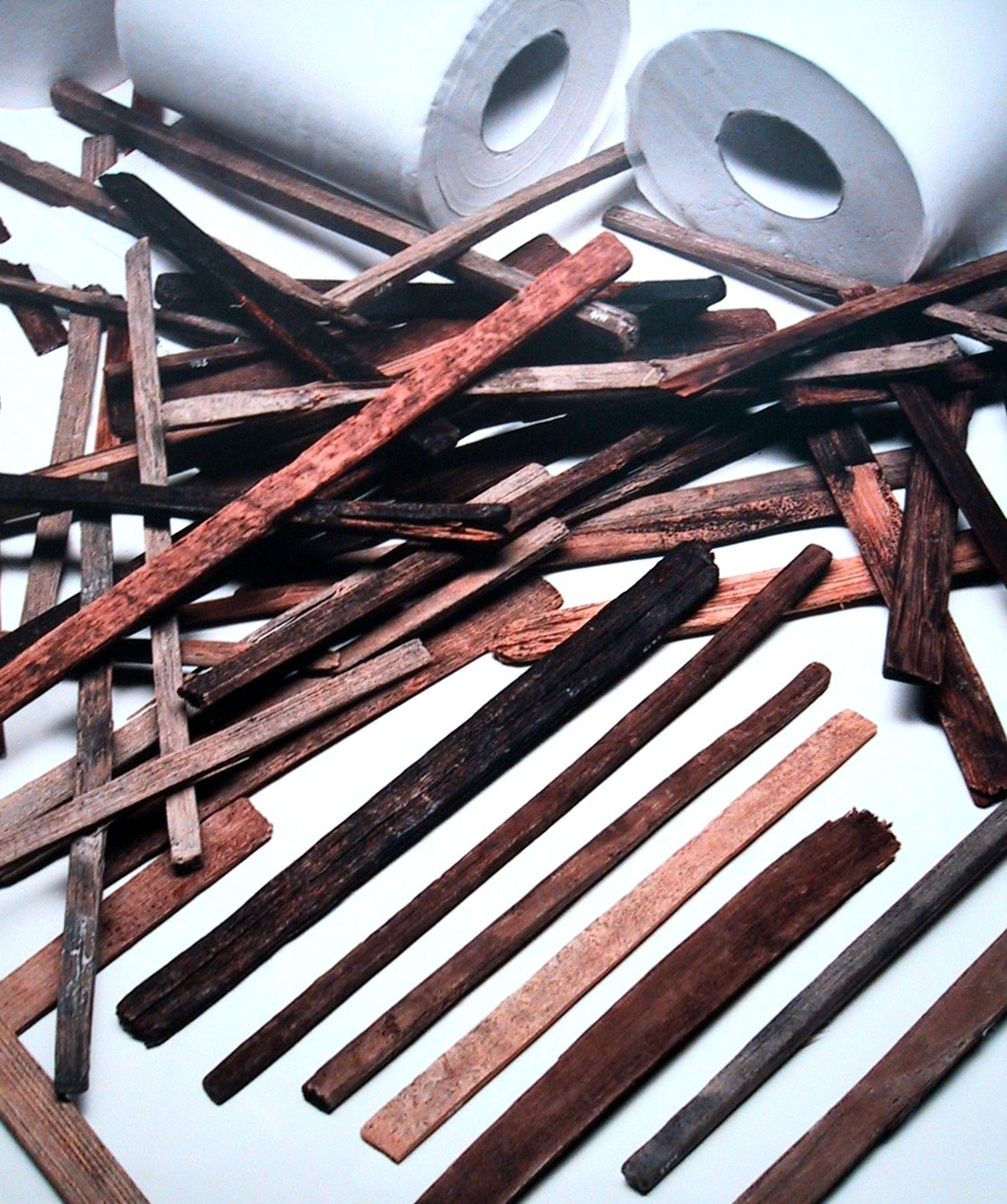
日本奈良時代的人們用厕筹清潔肛门

古希腊人使用陶瓷碎片来清洁肛门。罗马人則用包有海绵的棍子清潔肛門。古代日本人用厕筹清洁肛門。
據說公元前2世纪的中国人已有人使用卫生纸清洁肛門。1857年，纽约企业家约瑟夫·盖耶蒂（Joseph Gayetty）发明了一种可用來清潔肛門的卫生纸。